# Erik Banner (vicestatholder)
 Der er flere personer med dette navn, se Erik Banner.
Erik Banner (5. oktober 1618 – 19. august 1687) var en norsk og dansk vicestatholder, stiftamtmand, officer og gehejmeråd, bror til Niels Banner.

## Militær karriere
Hans forældre var Otte Andersen Banner til Gessingholm, Voergård osv. (død 1625) og Jytte Nielsdatter Bild (1585-1646); han opdroges på Sorø Akademi, hvorefter han kom til kong Christian IV's hof, besøgte Frankrig og Holland og blev efter hjemkomsten hofjunker hos kong Frederik III. Han tjente derpå i Hæren som kornet og løjtnant, blev 1656 ritmester og 1674 generalmajor.

## Embedskarriere
Erik Banner blev 1657 lensmand på Holbæk Slot, hvilket han var til 1661. På stændermødet 1660 tilhørte han den kongeligsindede fløj af adelen og underskrev håndfæstningens kassationspåtegning af 16. oktober. Som hofmarskal hos kronprins Christian (V) fulgte han 1661 denne til arvehyldingen i Norge, hvor han var forlenet med Mariekirkens Provsti samt Mossedal og Rakkestads Len, hvilke forleninger senere overgik til Frederiksstads og Smålenenes Amt, ligesom han også fra 1662 (til begyndelsen af 1674) var generalkrigskommissær i Norge, hvor han 1667 blev assessor i Overhofretten og 1671 tilforordnet i Højesteret og justitsråd. Samme år blev Banner (25. oktober) ridder af den netop oprettede Dannebrogorden, gehejmeråd samt amtmand over Frederiksstad og Smålenenes Amt.
4. november 1673 blev han fra 1. maj 1674 udnævnt til stiftamtmand i Fyn og amtmand over Odensegård, Dalum og Sankt Knuds Klosters Amter, men januar 1679 blev han forflyttet til Norge og blev vicestatholder i Ulrik Frederik Gyldenløves fraværelse samt stiftamtmand over Akershus Stift og amtmand i Akershus Amt, hvorfra han 1681 atter afgik.
Erik Banner døde 19. august 1687 efter at de i flere år verserende forhandlinger om Rentekammerets antegnelser til hans krigskommissærregnskaber endelig var sluttede ved en kgl. bevilling af 12. marts 1687, der fritog ham for erlæggelsen af over 37.000 rigsdaler, som var ham deciderede til ansvar, hvorimod han mistede den pension på 2.000 rigsdaler, som var tilstået ham ved kongebrev af 31. december 1681. 1681-82 sad han i kommissionen, der skulle dømme i sagen mod baron Oluf Rosenkrantz, men var blandt dem, der nægtede at undertegne dommen. Han er også en af de mange, der har deltaget i udarbejdelsen og revisionen af Danske Lov af 1683. Han var ejer af Oregård i Fyn, som han købte 1679, Sparretorn, som han gav navnet Bannerslund, og Tybjerggård i Sjælland, som han 1672 solgte til Ulrik Frederik Gyldenløve. I sit første ægteskab fik han herregården Boserup i Skåne. Alligevel døde han som en insolvent mand.

## Ægteskaber
1. Han blev gift første gang 1650 med Sophie Ottesdatter Rosenkrantz til Boserup (begravet 5. oktober 1670 i Nikolaj Kirke, København), datter af Otte Christoffer Rosenkrantz til Boller og Stjernholm (1569–1621) og Gisele Podebusk (begravet 1619).
2. Anden gang ægtede Banner 2. november 1672 i Odense Kirsten Henriksdatter Lindenov (3. december 1648 på Råbelev - 26. eller 27. september 1678 på Mullerup i Fyn), datter af stiftamtmand Henrik Lindenov til Øvedskloster (død 1673) og Beate Christoffersdatter Ulfeldt (ca. 1610-1676), men havde ikke børn i noget af sine ægteskaber. Han er begravet i Ore Kirke.